# レイモンド・フランズ

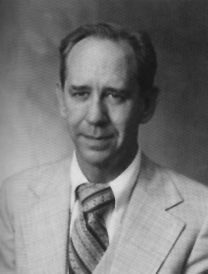
レイモンド・フランズ

レイモンド・フランズ（英語: Raymond Franz、1922年5月8日 - 2010年6月2日）は、元エホバの証人で、その最高指導機関である統治体の構成員のひとりでもあり、144,000人の油注がれた王として選ばれた者のひとりでもあったが、後に教団を離脱した人物。彼の著書『良心の危機－「エホバの証人」組織中枢での葛藤』は、エホバの証人からは背教的であるとされ、信者たちは読むことを禁じられている。レイモンド・フランズの排斥（破門）の知らせは、世界中の信者たちに大きな衝撃を招いた。

## 経歴
1922年5月8日、アメリカ合衆国オハイオ州シンシナティ生まれ。フランズ家はこの宗教の草創期からの信者で、祖父母のうち3人までが「聖書研究生」として、ものみの塔宗教の創始者チャールズ・テイズ・ラッセルと親交があった。もちろん彼の両親もエホバの証人であり、親族にも多くの信者が居る。
ちなみに、彼の叔父にあたるフレデリック・ウイリアム・フランズは、エホバの証人の法人団体である「ものみの塔聖書冊子協会」で第4代会長を務めた人物である。
1939年、浸礼（バプテスマ）を受け正式に入信。1940年、高校を卒業すると同時に布教活動に入る。全米各州で精力的な布教活動を行うとともに、徐々に教団の内部で確実にその地位を上げ、指導監督的立場になっていった。
1946年、プエルトリコの支部監督に就任、カリブ海の諸国で布教活動を監督する。1959年に結婚。1965年、アメリカ合衆国ニューヨーク州ニューヨーク市にある、「ものみの塔聖書冊子協会」の世界本部に招かれ、教団の執筆委員となる。ここで教団の文書の執筆を担当。特に『聖書理解の助け』と題する聖書辞典（ものみの塔聖書冊子協会刊・英文）の編纂に携わる。
1970年、統治体（教団の最高指導機関）のメンバーに就任。しかしながら、教団の教義及び行動に批判的であるとの理由から、1981年に排斥（破門）処分を受け脱会。（この際、巡回監督など教団の世界本部にいる指導監督的立場の信者数名が、彼と共に排斥（破門）処分を受けている）
1983年、自己の体験と教団の内情を綴った『良心の危機』を出版。1991年、『キリスト者の自由を求めて』を出版。
- 『良心の危機－「エホバの証人」組織中枢での葛藤』の日本語訳については、せせらぎ出版より発行されている。（ISBN 4884161025）